# 荃錦中心

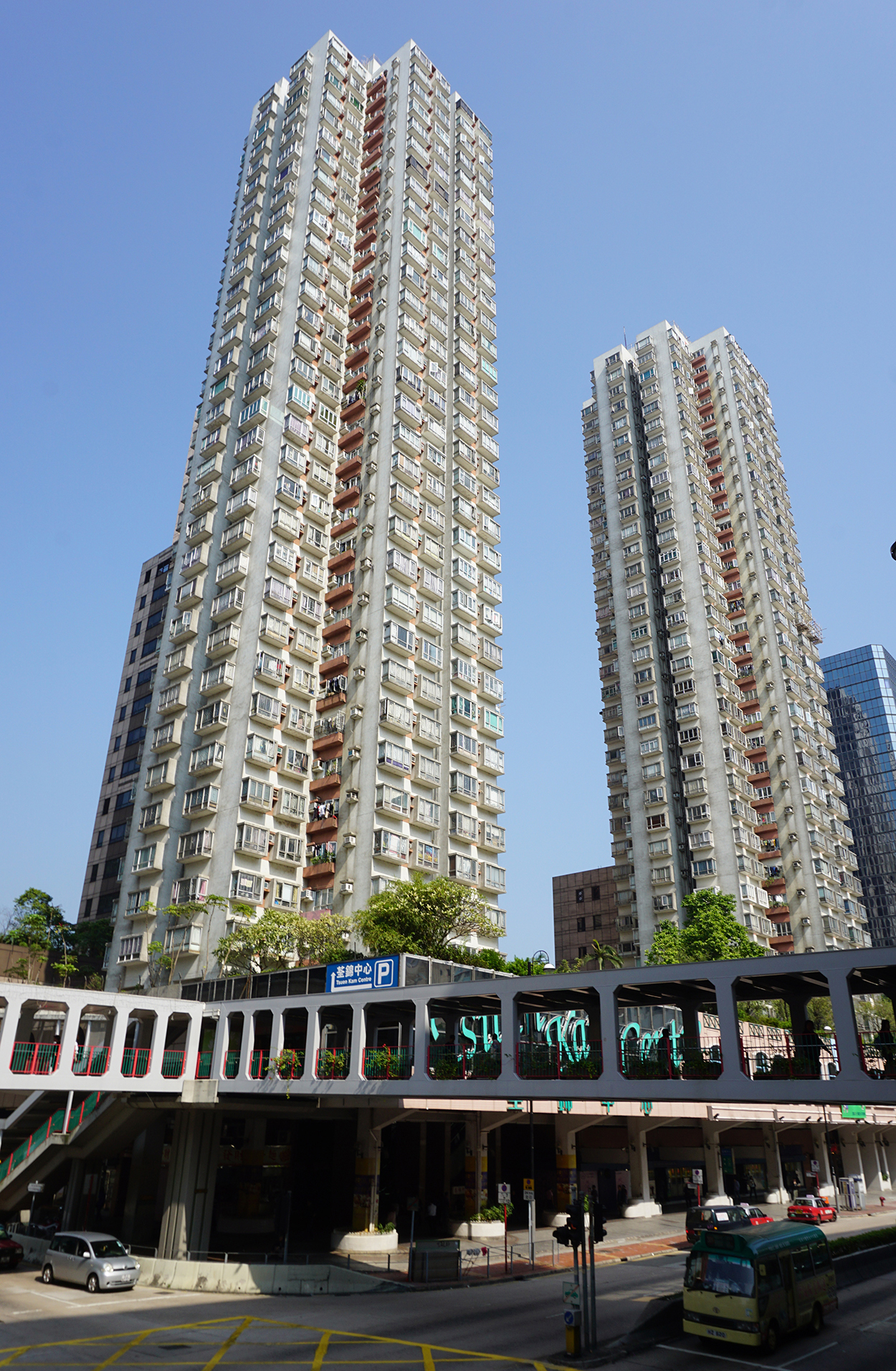
荃錦中心住宅樓宇

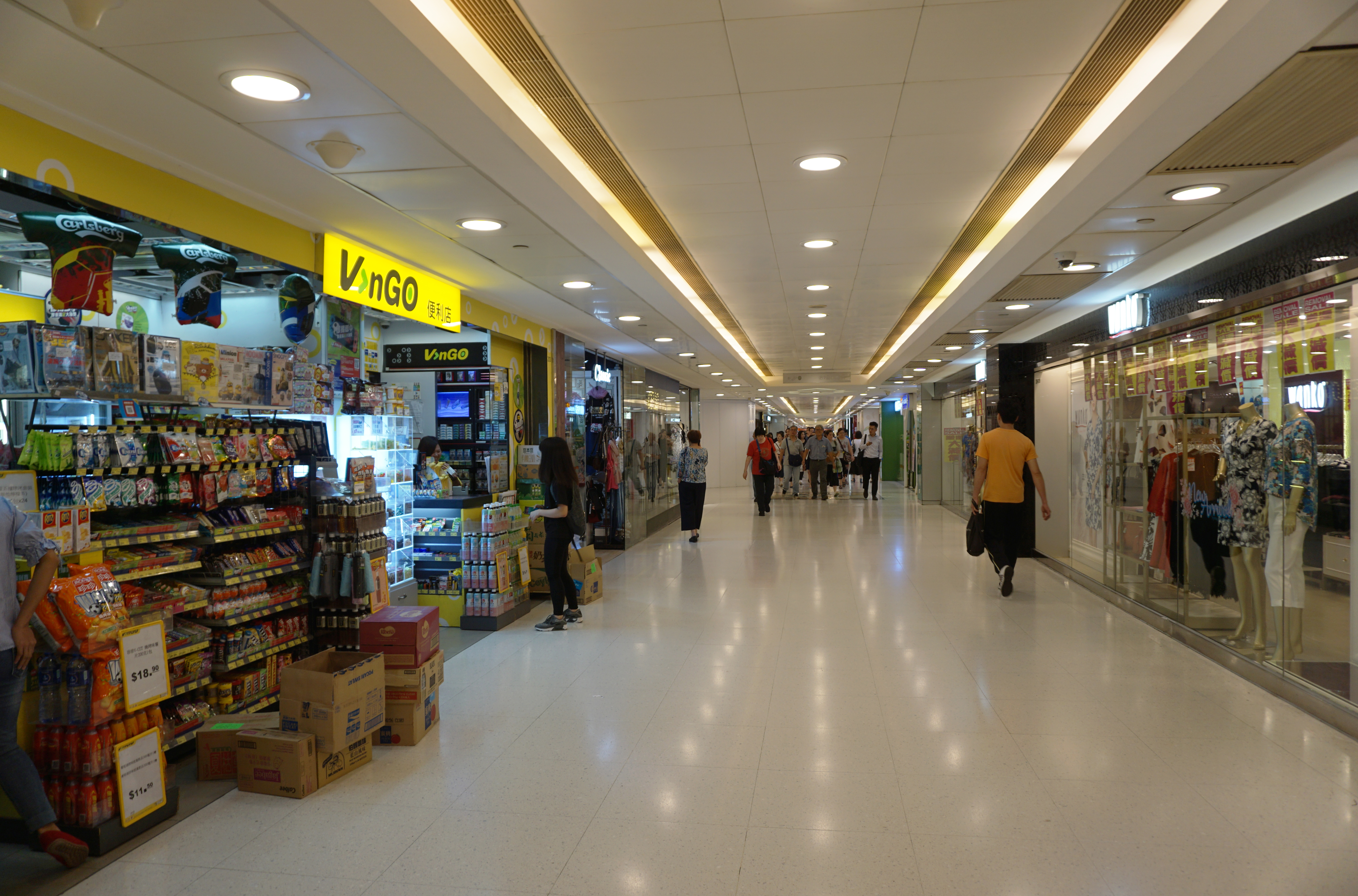
荃錦中心商場2樓

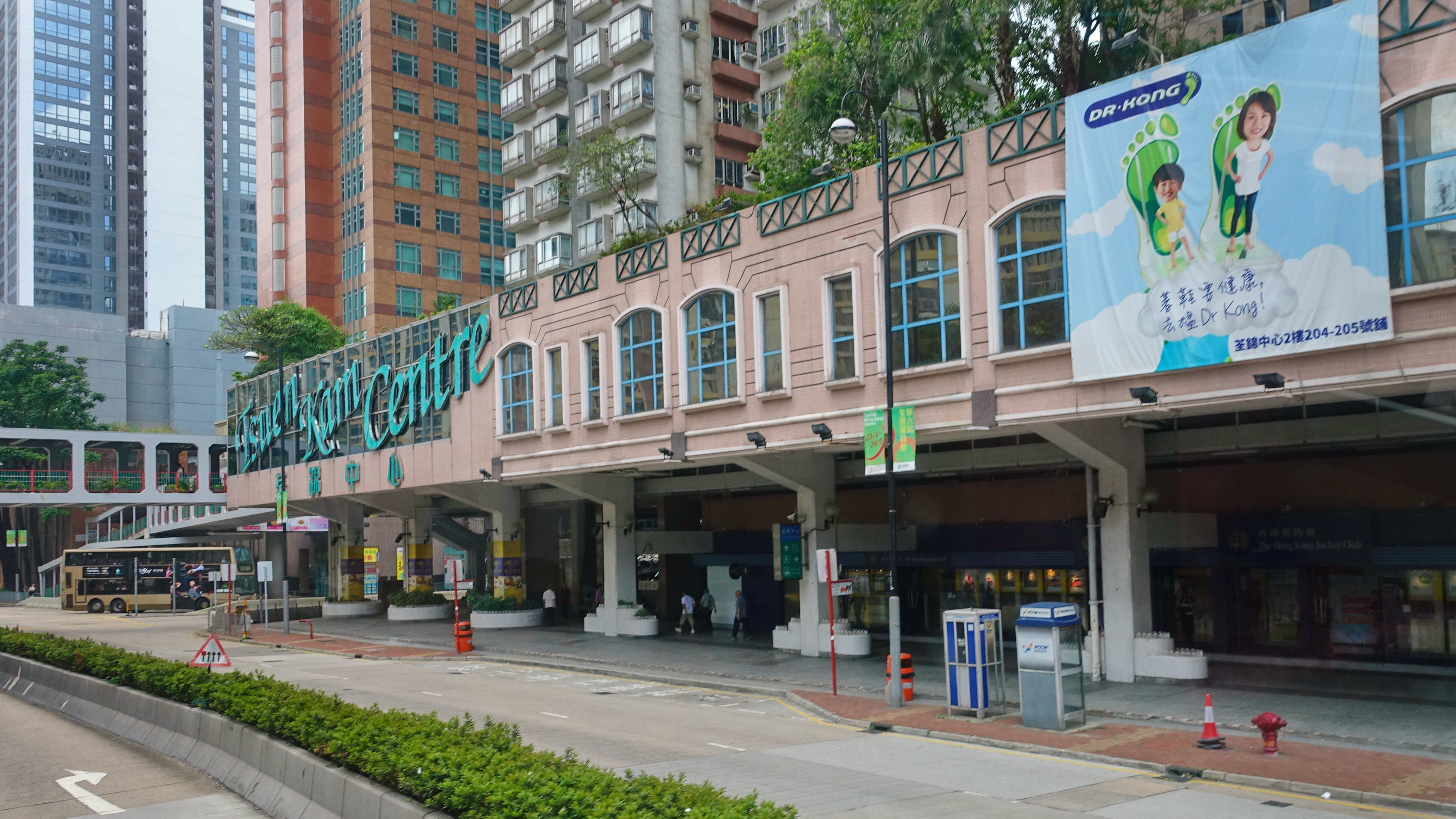
荃錦中心地舖，前方道路為青山公路荃灣段

荃錦中心（英語：Tsuen Kam Centre），位於香港荃灣青山公路荃灣段342號，鄰近港鐵荃灣站，原址為木棉下村和小型工廠。屋苑發展商為新鴻基地產，並由旗下的康業服務管理。荃灣區其中一個香港賽馬會投注站則設於荃錦中心地下。
屋苑於1986年建築完成及入伙，共有2座住宅樓宇，提供496個住宅單位。

## 商場
荃錦中心基座設有商場，附有天橋連接到南豐中心、新領域廣場及橫過青山公路。
2021年1月，本灣水產荃錦中心分店開業。

## 屋苑資料
- 地址：荃灣青山公路 328-342 號
- 住宅座數：2座
- 入伙年份：1985年推售，1986年5月入伙（39年樓齡）
- 單位總數：496個
- 單位面積：由495至583平方呎不等，實用率約8成
- 第1屆業主立案法團於2009年5月成立，首任管理委員會主席為謝大文先生、副主席冼國釗先生。
- 現時業主立案法團正為管理公司過往的財政入帳混亂問題上作出追討，於2015年1月、2月及4月分別召開業主大會，以商討追溯有關款項事宜。
- 已於2007年接到屋宇署發出的大維修命令，但大維修工程到今仍未展開。

## 外部連結
- 新鴻基地產﹣荃錦中心 （页面存档备份，存于）
- 荃錦中心原址